# T-критерий Стьюдента

t-критерий Стьюдента — общее название для класса методов статистической проверки гипотез (статистических критериев), основанных на распределении Стьюдента. Наиболее частые случаи применения t-критерия связаны с проверкой равенства средних значений в двух выборках.
t-статистика строится обычно по следующему общему принципу: в числителе — случайная величина с нулевым математическим ожиданием (при выполнении нулевой гипотезы), а в знаменателе — выборочное стандартное отклонение этой случайной величины, получаемое как квадратный корень из несмещённой оценки дисперсии.

## История
Данный критерий был разработан Уильямом Госсетом для оценки качества пива в компании Гиннесс. В связи с обязательствами перед компанией по неразглашению коммерческой тайны (руководство Гиннесса считало таковой использование статистического аппарата в своей работе), статья Госсета вышла в 1908 году в журнале «Биометрика» под псевдонимом «Student» (Студент).

## Требования к данным
Для применения данного критерия необходимо, чтобы выборочные средние имели нормальное распределение. При маленьких выборках это означает требование нормальности исходных значений. В случае применения двухвыборочного критерия для независимых выборок также необходимо соблюдение условия равенства дисперсий. Существуют, однако, альтернативы критерию Стьюдента для ситуации с неравными дисперсиями.
Также не вполне корректно применять t-критерий Стьюдента при наличии в данных значительного числа выбросов. При несоблюдении этих условий при сравнении выборочных средних должны использоваться аналогичные методы непараметрической статистики, среди которых наиболее известными являются U-критерий Манна — Уитни (в качестве двухвыборочного критерия для независимых выборок), а также критерий знаков и критерий Уилкоксона (используются в случаях зависимых выборок).

## Одновыборочный t-критерий
Применяется для проверки нулевой гипотезы {\displaystyle H_{0}:E(X)=m} о равенстве математического ожидания {\displaystyle E(X)} некоторому известному значению {\displaystyle m}.
Очевидно, при выполнении нулевой гипотезы {\displaystyle E({\overline {X}})=m}. С учётом предполагаемой независимости наблюдений {\displaystyle V({\overline {X}})=\sigma ^{2}/n}. Используя несмещённую оценку дисперсии {\displaystyle s_{X}^{2}=\sum _{t=1}^{n}(X_{t}-{\overline {X}})^{2}/(n-1)} получаем следующую t-статистику:
{\displaystyle t={\frac {{\overline {X}}-m}{s_{X}/{\sqrt {n}}}}.}
При нулевой гипотезе распределение этой статистики {\displaystyle t(n-1)}. Следовательно, при превышении (в абсолютном измерении) значения статистики критического значения данного распределения (при заданном уровне значимости), нулевая гипотеза отвергается.

## Двухвыборочный t-критерий для независимых выборок
Пусть имеются две независимые выборки объёмами {\displaystyle n_{1}}, {\displaystyle n_{2}} нормально распределённых случайных величин {\displaystyle X_{1}}, {\displaystyle X_{2}}. Необходимо проверить по выборочным данным нулевую гипотезу равенства математических ожиданий этих случайных величин {\displaystyle H_{0}\colon M_{1}=M_{2}}.
Рассмотрим разность выборочных средних {\displaystyle \Delta ={\overline {X}}_{1}-{\overline {X}}_{2}}. Очевидно, если нулевая гипотеза выполнена, {\displaystyle E(\Delta )=M_{1}-M_{2}=0}. Исходя из независимости выборок дисперсия этой разности равна {\displaystyle V(\Delta )={\frac {\sigma _{1}^{2}}{n_{1}}}+{\frac {\sigma _{2}^{2}}{n_{2}}}}. Тогда, используя несмещённую оценку дисперсии {\displaystyle s^{2}={\frac {\sum _{t=1}^{n}(X_{t}-{\overline {X}})^{2}}{n-1}}}, получаем несмещённую оценку дисперсии разности выборочных средних: {\displaystyle s_{\Delta }^{2}={\frac {s_{1}^{2}}{n_{1}}}+{\frac {s_{2}^{2}}{n_{2}}}}. Следовательно, {\displaystyle t}-статистика для проверки нулевой гипотезы равна
Эта статистика при справедливости нулевой гипотезы имеет распределение {\displaystyle t(df)}, где
{\displaystyle df={\frac {\left({\dfrac {s_{1}^{2}}{n_{1}}}+{\dfrac {s_{2}^{2}}{n_{2}}}\right)^{2}}{{\cfrac {1}{n_{1}-1}}\left({\cfrac {s_{1}^{2}}{n_{1}}}\right)^{2}+{\cfrac {1}{n_{2}-1}}\left({\cfrac {s_{2}^{2}}{n_{2}}}\right)^{2}}}}.

### Случай одинаковой дисперсии
В случае, если дисперсии выборок предполагаются одинаковыми, то
Тогда {\displaystyle t}-статистика равна:
Эта статистика имеет распределение {\displaystyle t(n_{1}+n_{2}-2)}.

## Двухвыборочный t-критерий для зависимых выборок
Для вычисления эмпирического значения {\displaystyle t}-критерия в ситуации проверки гипотезы о различиях между двумя зависимыми выборками (например, двумя пробами одного и того же теста с временным интервалом) применяется следующая формула:
где {\displaystyle M_{d}} — средняя разность значений, {\displaystyle s_{d}} — стандартное отклонение разностей, а n — количество наблюдений.
Эта статистика имеет распределение {\displaystyle t(n-1)}.

## Проверка линейного ограничения на параметрылинейной регрессии
С помощью t-теста можно также проверить произвольное (одно) линейное ограничение на параметры линейной регрессии, оценённой обычным методом наименьших квадратов. Пусть необходимо проверить гипотезу {\displaystyle H_{0}:c^{T}b=a}. Очевидно, при выполнении нулевой гипотезы {\displaystyle E(c^{T}{\hat {b}}-a)=c^{T}E({\hat {b}})-a=0}. Здесь использовано свойство несмещённости МНК-оценок параметров модели {\displaystyle E({\hat {b}})=b}. Кроме того, {\displaystyle V(c^{T}{\hat {b}}-a)=c^{T}V({\hat {b}})c=\sigma ^{2}c^{T}(X^{T}X)^{-1}c}. Используя вместо неизвестной дисперсии её несмещённую оценку {\displaystyle s^{2}=ESS/(n-k)}, получаем следующую t-статистику:
Эта статистика при выполнении нулевой гипотезы имеет распределение {\displaystyle t(n-k)}, поэтому если значение статистики выше критического, то нулевая гипотеза о линейном ограничении отклоняется.

### Проверка гипотез о коэффициенте линейной регрессии
Частным случаем линейного ограничения является проверка гипотезы о равенстве коэффициента {\displaystyle b_{j}} регрессии некоторому значению {\displaystyle a}. В этом случае соответствующая t-статистика равна:
где {\displaystyle s_{{\hat {b}}_{j}}} — стандартная ошибка оценки коэффициента — квадратный корень из соответствующего диагонального элемента ковариационной матрицы оценок коэффициентов.
При справедливости нулевой гипотезы распределение этой статистики — {\displaystyle t(n-k)}. Если значение статистики по абсолютной величине выше критического значения, то отличие коэффициента от {\displaystyle a} является статистически значимым (неслучайным), в противном случае — незначимым (случайным, то есть истинный коэффициент вероятно равен или очень близок к предполагаемому значению {\displaystyle a}).

### Замечание
Одновыборочный тест для математических ожиданий можно свести к проверке линейного ограничения на параметры линейной регрессии. В одновыборочном тесте это «регрессия» на константу. Поэтому {\displaystyle s^{2}} регрессии и есть выборочная оценка дисперсии изучаемой случайной величины, матрица {\displaystyle X^{T}X} равна {\displaystyle n}, а оценка «коэффициента» модели равна выборочному среднему. Отсюда и получаем выражение для t-статистики, приведённое выше для общего случая.
Аналогично можно показать, что двухвыборочный тест при равенстве дисперсий выборок также сводится к проверке линейных ограничений. В двухвыборочном тесте это «регрессия» на константу и фиктивную переменную, идентифицирующую подвыборку в зависимости от значения (0 или 1): {\displaystyle y=a+bD}. Гипотеза о равенстве математических ожиданий выборок может быть сформулирована как гипотеза о равенстве коэффициента b этой модели нулю. Можно показать, что соответствующая t-статистика для проверки этой гипотезы равна t-статистике, приведённой для двухвыборочного теста.
Также к проверке линейного ограничения можно свести и в случае разных дисперсий. В этом случае дисперсия ошибок модели принимает два значения. Исходя из этого можно также получить t-статистику, аналогичную приведённой для двухвыборочного теста.

## Непараметрические аналоги
Аналогом двухвыборочного критерия для независимых выборок является U-критерий Манна — Уитни. Для ситуации с зависимыми выборками аналогами являются критерий знаков и T-критерий Вилкоксона.